# Tammiku (Vinni)
Tammiku (Duits: Tammik) is een plaats in de Estlandse gemeente Vinni, provincie Lääne-Virumaa. De plaats heeft de status van dorp (Estisch: küla) en telt 25 inwoners (2021).
Ten oosten van de plaats loopt de rivier Anguse, een zijrivier van de Kunda. Aan de overkant ligt het natuurgebied Tudusoo looduskaitseala (47 km²), een moerasgebied.

## Geschiedenis
Tammiku werd in 1241 voor het eerst genoemd onder de naam Pamicus. In 1345 heette de plaats Pammekule en in 1545 Tamyckasspas. In 1696 was Tammiku een klein landgoed geworden onder de naam Tammik. In 1765 was de plaats weer een dorp, op het landgoed van Ruil (Roela).
Tussen 1977 en 1997 hoorde Tammiku bij het buurdorp Obja.